# Oxydia insolita
Oxydia insolita là một loài bướm đêm trong họ Geometridae.